# 韋爾申羅爾

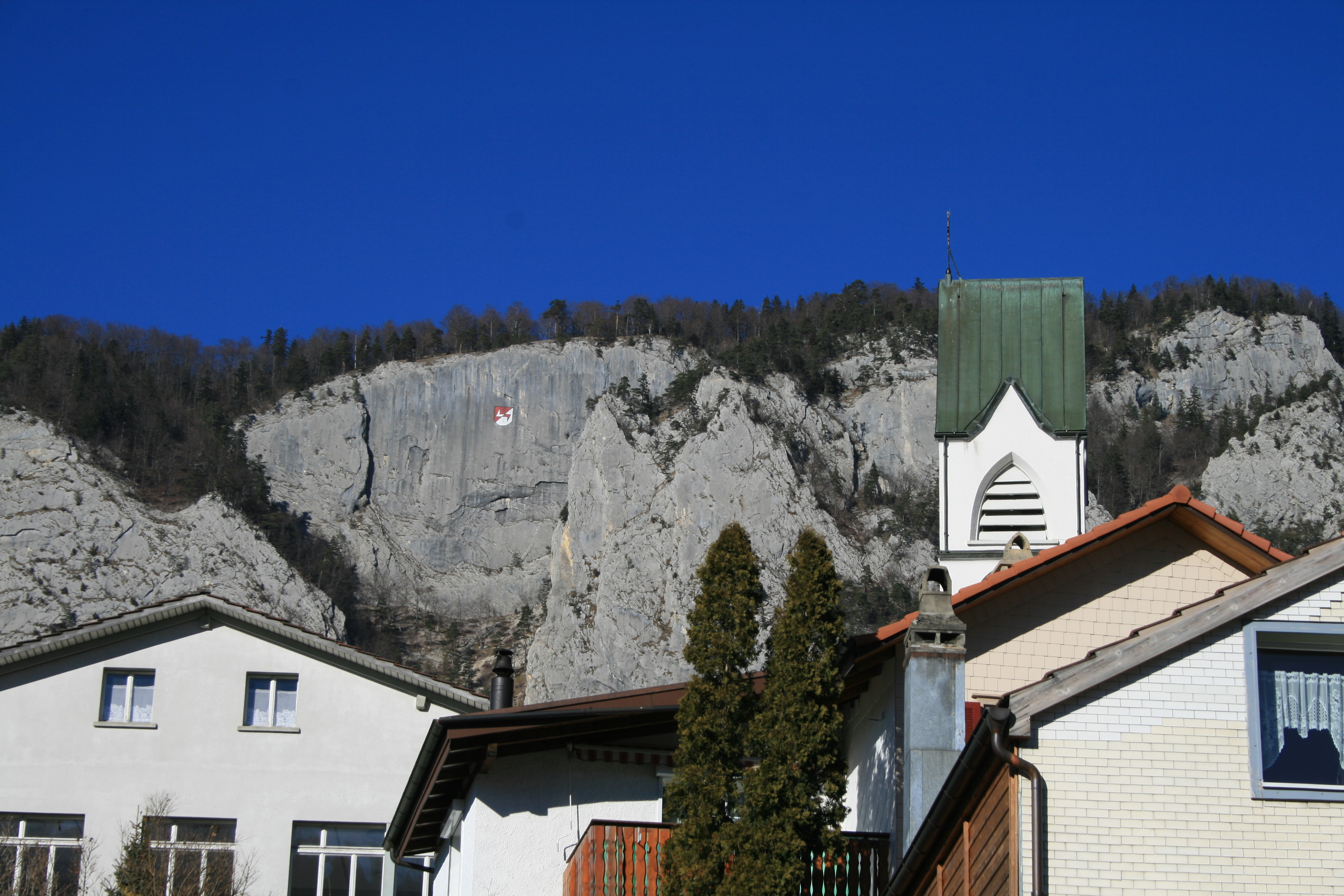

韋爾申羅爾是瑞士的城鎮，位於該國北部，由索洛圖恩州負責管轄，面積12.99平方公里，海拔高度680米，2012年人口1,114，六成人口信奉羅馬天主教，人口密度每平方公里86人。

## 外部連結
- 官方网站 （德文）